# Gewichtheffen op de Olympische Zomerspelen 2012 – Klasse tot 75 kilogram vrouwen
Het gewichtheffen in de klasse tot 75 kilogram voor vrouwen op de Olympische Zomerspelen 2012 vond plaats op 3 augustus 2012. Regerend olympisch kampioene Cao Lei uit China was niet aanwezig om haar titel te verdedigen. De Kazachse Svetlana Podobedova won de gouden medaille.

## Records
Voorafgaand aan het toernooi waren dit de wereldrecords en de olympische records.
| Wereldrecord     | Trekken | Natalja Zabolotnaja    | 135 kg | Belgorod | 17 december 2011 |
| Wereldrecord     | Stoten  | Nadezjda Jevstjoechina | 163 kg | Parijs   | 10 november 2011 |
| Wereldrecord     | Totaal  | Natalja Zabolotnaja    | 296 kg | Belgorod | 17 december 2011 |
| Olympisch record | Trekken | Cao Lei                | 128 kg | Peking   | 15 augustus 2008 |
| Olympisch record | Stoten  | Cao Lei                | 154 kg | Peking   | 15 augustus 2008 |
| Olympisch record | Totaal  | Cao Lei                | 282 kg | Peking   | 15 augustus 2008 |

## Uitslag
| Rang   | Naam                   | Land                         | Groep | Gewicht | Trekken (kg) | Trekken (kg) | Trekken (kg) | Trekken (kg) | Stoten (kg) | Stoten (kg) | Stoten (kg) | Stoten (kg) | Totaal |
| Rang   | Naam                   | Land                         | Groep | Gewicht | 1            | 2            | 3            | Score        | 1           | 2           | 3           | Score       | Totaal |
| ------ | ---------------------- | ---------------------------- | ----- | ------- | ------------ | ------------ | ------------ | ------------ | ----------- | ----------- | ----------- | ----------- | ------ |
| Goud   | Svetlana Podobedova    | Kazachstan                   | A     | 74,58   | 126          | 126          | 130          | 130          | 150         | 156         | 161         | 161         | 291    |
| Zilver | Natalja Zabolotnaja    | Rusland                      | A     | 74,80   | 125          | 128          | 131          | 131          | 147         | 155         | 160         | 160         | 291    |
| Brons  | Irina Koelesja         | Wit-Rusland                  | A     | 74,95   | 116          | 121          | 125          | 121          | 140         | 145         | 148         | 148         | 269    |
| 4      | Lidia Valentín         | Spanje                       | A     | 74,39   | 115          | 115          | 120          | 120          | 140         | 145         | 148         | 145         | 265    |
| 5      | Abeer Abdelrahman      | Egypte                       | A     | 74,60   | 112          | 116          | 118          | 118          | 140         | 148         | 151         | 140         | 258    |
| 6      | Madias Nzesso          | Kameroen                     | B     | 74,55   | 105          | 110          | 115          | 115          | 131         | 136         | 140         | 131         | 246    |
| 7      | Ewa Mizdal             | Polen                        | A     | 70,58   | 100          | 102          | 104          | 104          | 127         | 132         | 133         | 127         | 231    |
| 8      | Jaqueline Ferreira     | Brazilië                     | B     | 74,12   | 95           | 100          | 102          | 102          | 121         | 126         | 128         | 128         | 230    |
| 9      | María Fernanda Valdés  | Chili                        | B     | 74,70   | 96           | 100          | 100          | 96           | 120         | 127         | 131         | 127         | 223    |
| 10     | Lim Ji-hye             | Zuid-Korea                   | B     | 74,81   | 97           | 102          | 103          | 97           | 125         | 126         | 132         | 126         | 223    |
| 11     | Thuraia Sobh           | Syrië                        | B     | 73,36   | 80           | 86           | 91           | 86           | 105         | 113         | 115         | 115         | 201    |
| 12     | Khadija Mohammed       | Verenigde Arabische Emiraten | B     | 74,72   | 47           | 51           | 53           | 51           | 53          | 58          | 62          | 62          | 113    |
| —      | Nadezjda Jevstjoechina | Rusland                      | A     | 74,23   | 125          | 125          | 125          | —            | —           | —           | —           | —           | —      |